# Maria di Borbone-Montpensier
Maria di Borbone (Gaillon, 15 ottobre 1605 – Parigi, 4 giugno 1627) duchessa di Montpensier suo jure, e duchessa d'Orléans per matrimonio, era una nobildonna francese e uno degli ultimi membri del ramo collaterale dei Borbone-Montpensier. I suoi genitori furono Enrico di Borbone, duca di Montpensier e Enrichetta Caterina di Joyeuse, principessa di Joinville e duchessa di Joyeuse per proprio diritto..

## Biografia
Maria di Borbone nacque nel Castello di Gaillon, a Gaillon nel dipartimento dell'Eure, nel'ez provincia della Normandia.
Nota come Mademoiselle de Montpensier prima del suo matrimonio, fu l'unico figlio del Duca e della Duchessa di Montpensier. All'età di due anni, venne fidanzata al secondo dei figli maschi di re Enrico IV di Francia, Nicola Enrico di Francia, Duca d'Orléans, ma egli morì all'età di quattro anni nel 1611. Fu allora promessa al fratello, Gastone di Francia, Duca d'Angiò poi Duca d'Orléans, il più giovane dei fratelli di re Luigi XIII, e l'erede presuntivo al trono di Francia.
Alla morte di suo padre, nel 1608, Maria diventò Duchessa di Montpensier nel suo proprio diritto; il Ducato era uno dei più antichi di Francia che era stato elevato da Contea nel 1589. Maria era una discendente di Giovanni II di Francia, del Casato di Valois e di San Luigi.
A causa della notevole fortuna dei Montpensier, di cui Maria era l'unica erede, e nonostante l'avversione dimostrata da Gastone nei confronti di questo matrimonio combinato, Luigi XIII ed il Cardinale Richelieu erano determinati affinché questa unione avesse luogo.
La cerimonia nuziale fu celebrata a Nantes, il 6 agosto 1626, alla presenza di Luigi XIII, di sua moglie, la Regina Anna, e di Maria de' Medici, la Regina Madre. Secondo, Nancy Mitford, biografa della figlia di Maria, citando la testimonianza di un membro del seguito del marito, «Un matrimonio più triste non fu più visto.».
Da questa unione, la nuova coppia ducale ebbe un solo figlio:
- Anna Maria Luisa d'Orléans, Duchessa di Montpensier (Louvre, 29 maggio 1627 - Palais du Luxembourg, 3 aprile 1693), la futura Grande Mademoiselle.

Maria morì il 4 giugno 1627 al Palazzo del Louvre a Parigi, all'età di ventidue anni, poco tempo dopo la nascita della figlia, che in quanto sua unica figlia, ereditò le sue ricchezze e i suoi titoli. Maria venne quindi sepolta nella Basilica di Saint-Denis, fuori Parigi.
Alla morte di sua figlia, La Grande Mademoiselle, nel 1693, l'intera fortuna di Maria fu trasmessa a Filippo di Francia, minore ed unico fratello di Luigi XIV.

## Ascendenza
|                                      |                             |                                       | Genitori                            |  |  | Nonni |  |  | Bisnonni                    |  |  | Trisnonni                    |  |
|                                      |                             |                                       |                                     |  |  |       |  |  | 8. Luigi III di Montpensier |  |  | 16. Luigi di Borbone-Vendôme |  |
|                                      |                             |                                       |                                     |  |  |       |  |  | 8. Luigi III di Montpensier |  |  | 16. Luigi di Borbone-Vendôme |  |
|                                      |                             | 17. Luisa di Borbone-Montpensier      |                                     |  |  |       |  |  | 8. Luigi III di Montpensier |  |  |                              |  |
| 4. Francesco di Montpensier          |                             |                                       |                                     |  |  |       |  |  | 8. Luigi III di Montpensier |  |  |                              |  |
|                                      |                             | 9. Giacomina di Longwy                | 18. Giovanni IV di Longwy           |  |  |       |  |  |                             |  |  |                              |  |
|                                      |                             | 9. Giacomina di Longwy                | 18. Giovanni IV di Longwy           |  |  |       |  |  |                             |  |  |                              |  |
|                                      |                             | 9. Giacomina di Longwy                | 19. Giovanna d'Angoulême            |  |  |       |  |  |                             |  |  |                              |  |
| 2. Enrico di Montpensier             |                             | 9. Giacomina di Longwy                |                                     |  |  |       |  |  |                             |  |  |                              |  |
|                                      |                             | 10. Nicola d'Angiò-Mézières           | 20. Renato d'Angiò-Mézières         |  |  |       |  |  |                             |  |  |                              |  |
|                                      |                             | 10. Nicola d'Angiò-Mézières           | 20. Renato d'Angiò-Mézières         |  |  |       |  |  |                             |  |  |                              |  |
|                                      |                             | 10. Nicola d'Angiò-Mézières           | 21. Antonietta di Chabannes         |  |  |       |  |  |                             |  |  |                              |  |
| 5. Renata d'Angiò-Mézières           |                             | 10. Nicola d'Angiò-Mézières           |                                     |  |  |       |  |  |                             |  |  |                              |  |
|                                      |                             | 11. Gabriella di Mareuil              | 22. Guido IX di Mareuil             |  |  |       |  |  |                             |  |  |                              |  |
|                                      |                             | 11. Gabriella di Mareuil              | 22. Guido IX di Mareuil             |  |  |       |  |  |                             |  |  |                              |  |
|                                      |                             | 11. Gabriella di Mareuil              | 23. Caterina di Clermont-Dampierre  |  |  |       |  |  |                             |  |  |                              |  |
| 1. Maria di Borbone-Montpensier      |                             | 11. Gabriella di Mareuil              |                                     |  |  |       |  |  |                             |  |  |                              |  |
|                                      | 12. Guglielmo II di Joyeuse | 24. Giovanni di Joyeuse               |                                     |  |  |       |  |  |                             |  |  |                              |  |
|                                      | 12. Guglielmo II di Joyeuse | 24. Giovanni di Joyeuse               |                                     |  |  |       |  |  |                             |  |  |                              |  |
|                                      | 12. Guglielmo II di Joyeuse | 25. Francesca di Voisins              |                                     |  |  |       |  |  |                             |  |  |                              |  |
| 6. Enrico di Joyeuse                 | 12. Guglielmo II di Joyeuse |                                       |                                     |  |  |       |  |  |                             |  |  |                              |  |
|                                      |                             | 13. Maria di Batarnay                 | 26. Renato di Batarnay              |  |  |       |  |  |                             |  |  |                              |  |
|                                      |                             | 13. Maria di Batarnay                 | 26. Renato di Batarnay              |  |  |       |  |  |                             |  |  |                              |  |
|                                      |                             | 13. Maria di Batarnay                 | 27. Isabella di Savoia              |  |  |       |  |  |                             |  |  |                              |  |
| 3. Enrichetta Caterina di Joyeuse    |                             | 13. Maria di Batarnay                 |                                     |  |  |       |  |  |                             |  |  |                              |  |
|                                      |                             | 14. Giovanni di Nogaret de La Valette | 28. Pietro di Nogaret de la Valette |  |  |       |  |  |                             |  |  |                              |  |
|                                      |                             | 14. Giovanni di Nogaret de La Valette | 28. Pietro di Nogaret de la Valette |  |  |       |  |  |                             |  |  |                              |  |
|                                      |                             | 14. Giovanni di Nogaret de La Valette | 29. Margherita de L'Isle            |  |  |       |  |  |                             |  |  |                              |  |
| 7. Caterina di Nogaret de La Valette |                             | 14. Giovanni di Nogaret de La Valette |                                     |  |  |       |  |  |                             |  |  |                              |  |
|                                      |                             | 15. Giovanna di Saint-Lary            | 30. Pietro di Saint-Lary            |  |  |       |  |  |                             |  |  |                              |  |
|                                      |                             | 15. Giovanna di Saint-Lary            | 30. Pietro di Saint-Lary            |  |  |       |  |  |                             |  |  |                              |  |
|                                      |                             | 15. Giovanna di Saint-Lary            | 31. Margherita d'Orbessan           |  |  |       |  |  |                             |  |  |                              |  |
|                                      |                             | 15. Giovanna di Saint-Lary            |                                     |  |  |       |  |  |                             |  |  |                              |  |

## Titoli nobiliari
- 15 ottobre 1605 – 6 agosto 1626: Sua Altezza Mademoiselle de Montpensier
  - 27 febbraio 1608 – 4 giugno 1627: Sua Altezza La Duchessa di Montpensier (duchesse de Montpensier=
- 6 agosto 1626 – 4 giugno 1627: Sua Altezza Reale Madame la Duchessa d'Orléans[3]